# Kina w Poznaniu
Kina w Poznaniu (z gwary poznańskiej kintopy, lp. – kintop) – pierwszym kinem w Poznaniu był „Park Promenadowy”, zlokalizowany w restauracji Leona Mettlera. Pierwszy seans odbył się tam 25 grudnia 1903 roku. Drugim kinem był Pałacowy. Przez dziesięciolecia powstawały nowe kina, inne zaś zamykano. Po roku 1990 charakterystyczne jest tworzenie kin wielosalowych, należących do dużych sieci. Najstarszym kinem w Poznaniu działającym po dziś dzień jest Kino Muza, otwarte w 1908.

## Kina współczesne

### Kina tradycyjne

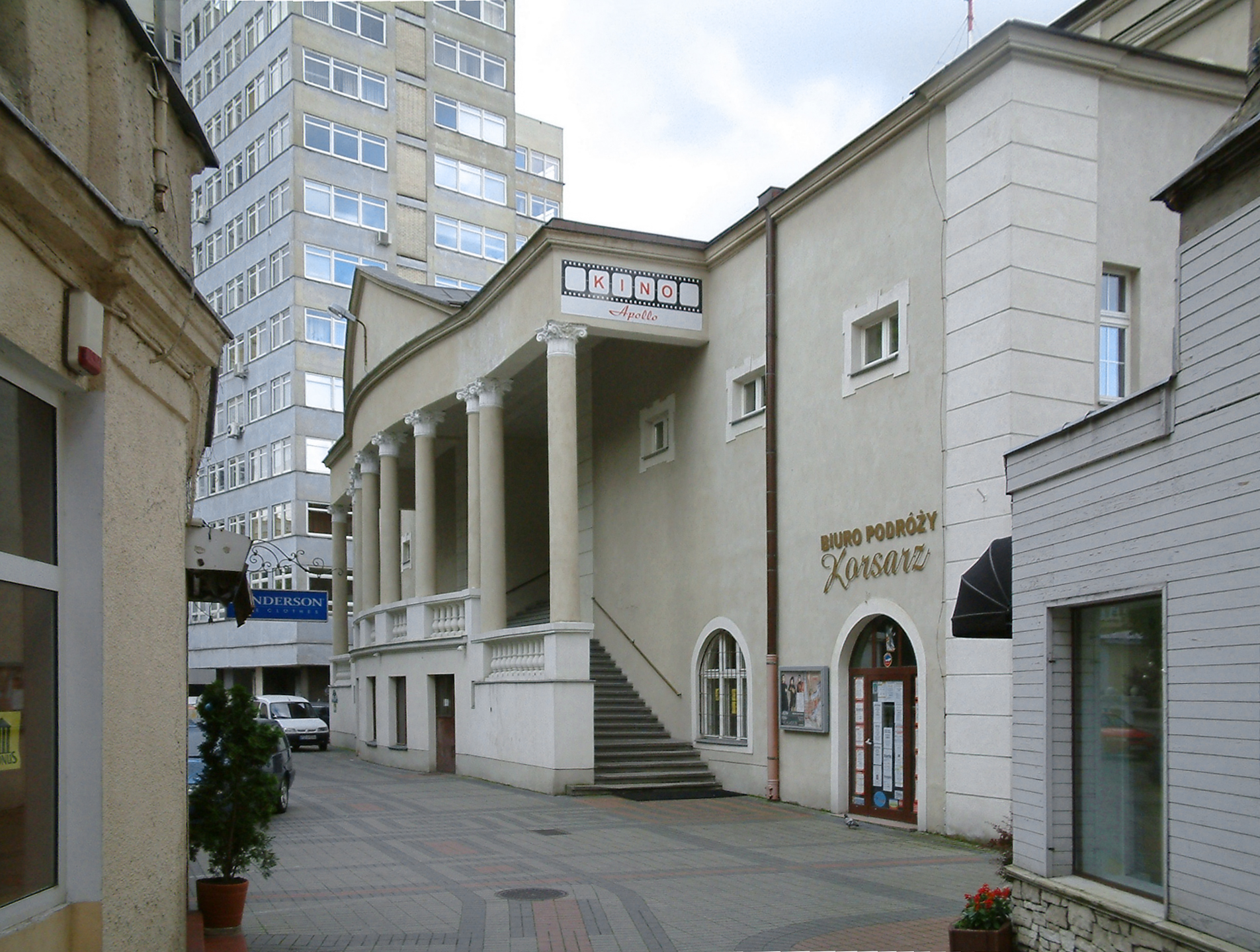
Kino Apollo

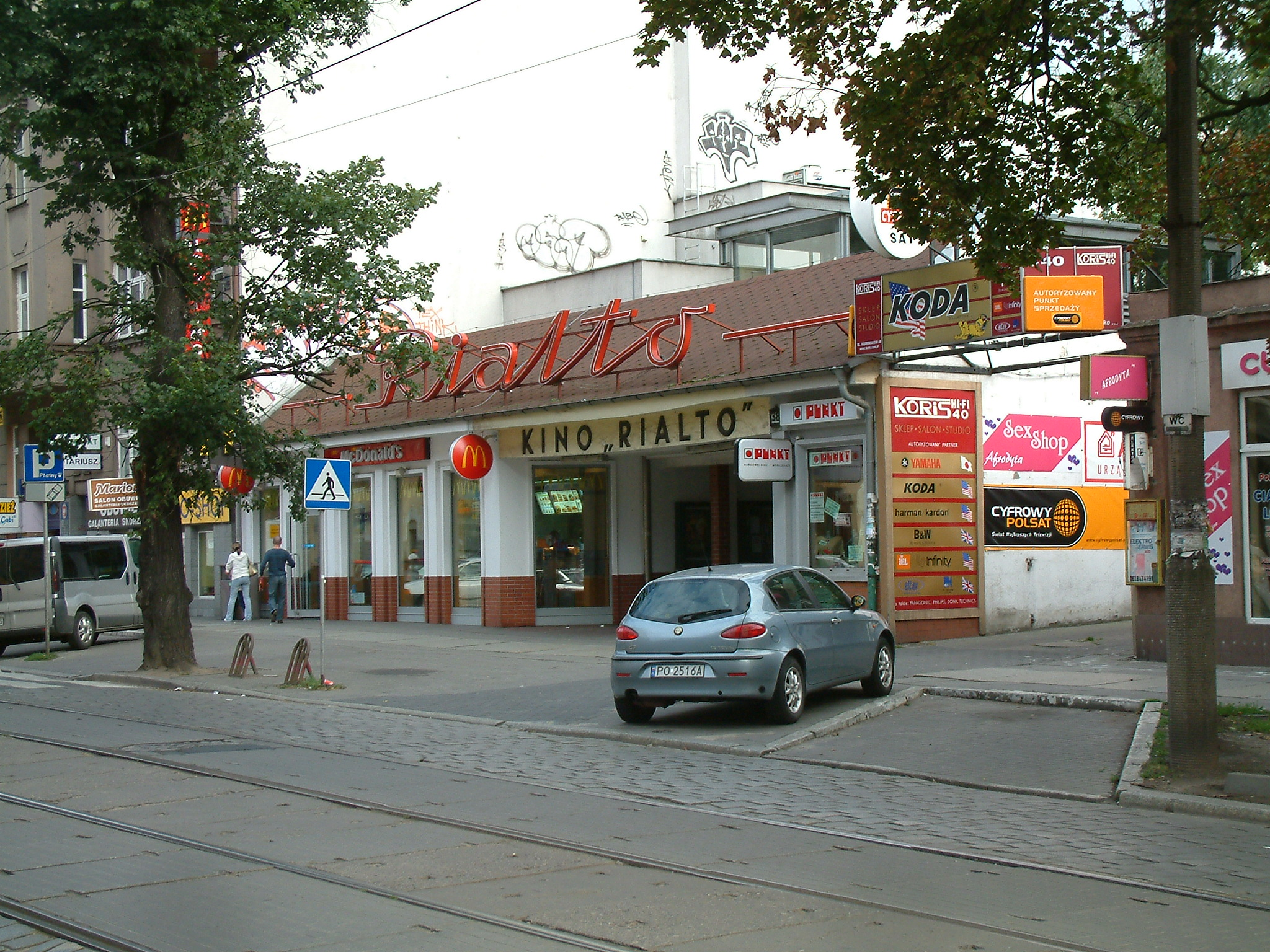
Kino Rialto

- Kino „Apollo” – 2 sale – Kino otwarte w 1921 jako „Teatr powszechny”, w 1927 zostało przebudowane i przybrało nazwę Kino „Metropolis”. Podczas II wojny światowej władze okupacyjne poleciły zmienić kino „Metropolis” w „Teatr Varietes Metropol”. Po wojnie kino przybrało nazwę Kino „Apollo”. Po długotrwałym remoncie na przełomie lat 2003–2004, kino „Apollo” zostało ponownie otwarte w styczniu 2005 wraz z dwiema salami projekcyjnymi. Kino mieści się przy ul. Ratajczaka 18 w centrum miasta, ma 490 miejsc oraz należy do Sieci Kin Studyjnych i Lokalnych.
- Kino „Bułgarska 19” – 1 sala – Znajduje się w sali przy ul. Bułgarskiej 19 na Kasztelanowie, poprzednio mieszczącej kino Orbis Pictus. Działa od 17 lutego 2012[3].
- Kino „Malta” – 2 sale – Kino „Malta” rozpoczęło działalność w 1958. W lipcu 2005 do głównej sali projekcyjnej „Marilyn” dołączyła najmniejsza w Poznaniu, licząca tylko 30 miejsc, sala „Charlie”. Przez wiele lat kino mieściło się przy ul. Filipińskiej 5 na Śródce, (79 miejsc). Po odzyskaniu budynku przez Kościół, 21 maja 2010 zakończyło działalność w tym miejscu, aby ją wznowić 16 października 2011 przy ul. Rybaki 6a, w centrum Poznania.
- Kino „Muza” – 3 sale – Kino otwarte w 1908 pod nazwą „Theater Apollo”. W 1910 roku przybrało nazwę „Colosseum”, w 1934 „Europa”, w 1935 „Świt”, w 1940 „Zentral Lichtspiele”, w 1945 „Wolność” i od początku lat 50. XX wieku do dziś Kino „Muza”. Kino „Muza” zostało kapitalnie wyremontowane w 1997. Kino mieści się przy ul. Święty Marcin 30 w centrum miasta, ma łącznie 251 miejsc oraz należy do Sieci Kin Studyjnych i Lokalnych[4].
- Kino Pałacowe – 1 sala (druga sala tylko na większe imprezy) – Kino mieści się przy ul. Święty Marcin 80/82 w Centrum Kultury Zamek, należy do Sieci Kin Studyjnych i Lokalnych.
- Kino „Rialto” – 1 sala – Kino „Rialto” rozpoczęło działalność 1 stycznia 1938 początkowo pod nazwą „Adria”. W czasie okupacji kino funkcjonowało jako „Burg Lichtspiele” by w marcu 1945 przyjąć nazwę „Jedność”. Kino „Rialto” działa pod obecną nazwą od początku lat 50. XX wieku. Kino mieści się przy ul. Dąbrowskiego 38 na Jeżycach, ma 248 miejsc oraz należy do Sieci Kin Studyjnych i Lokalnych.

### Kina sieciowe – multipleksy

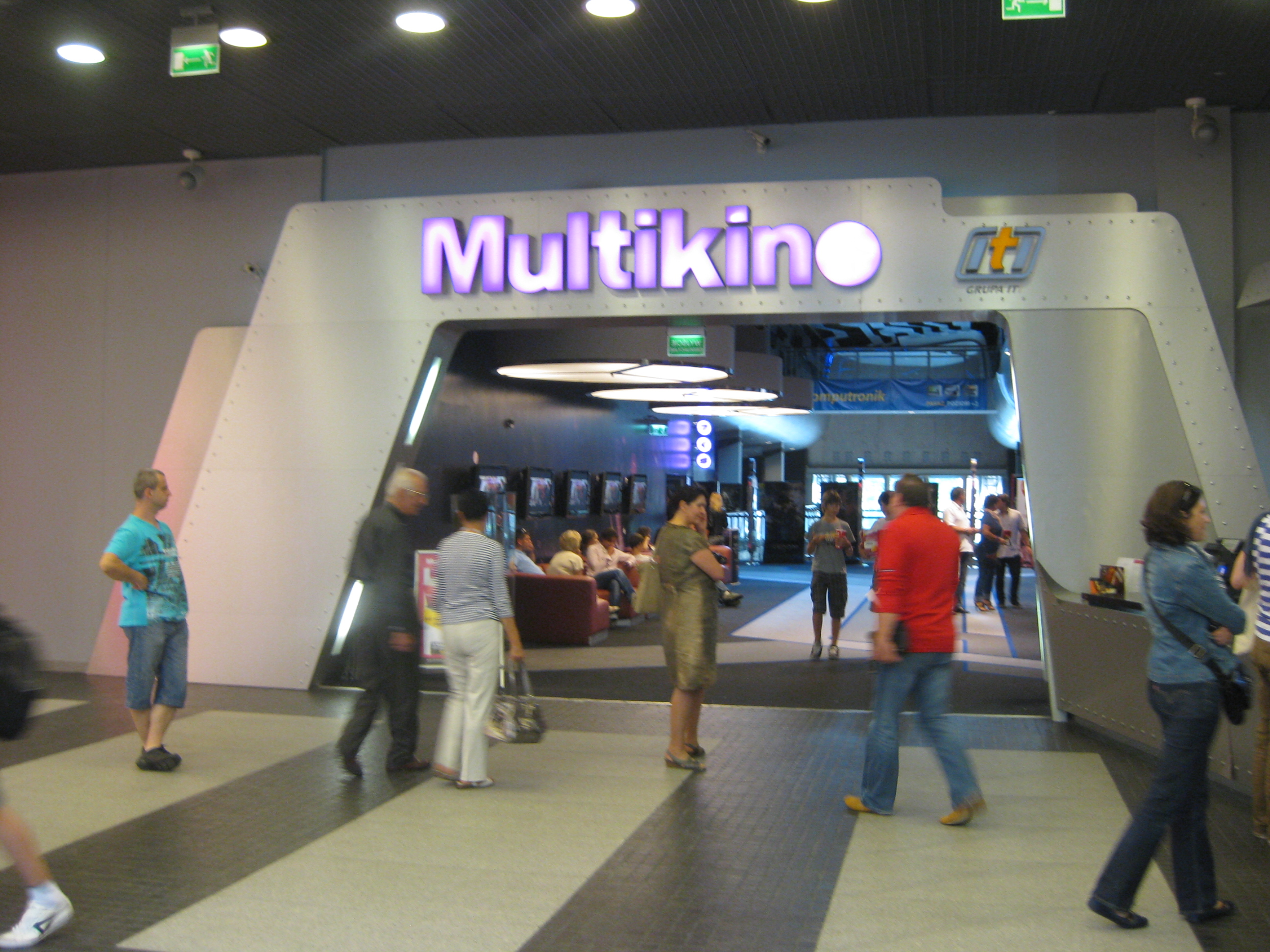
Multikino Stary Browar

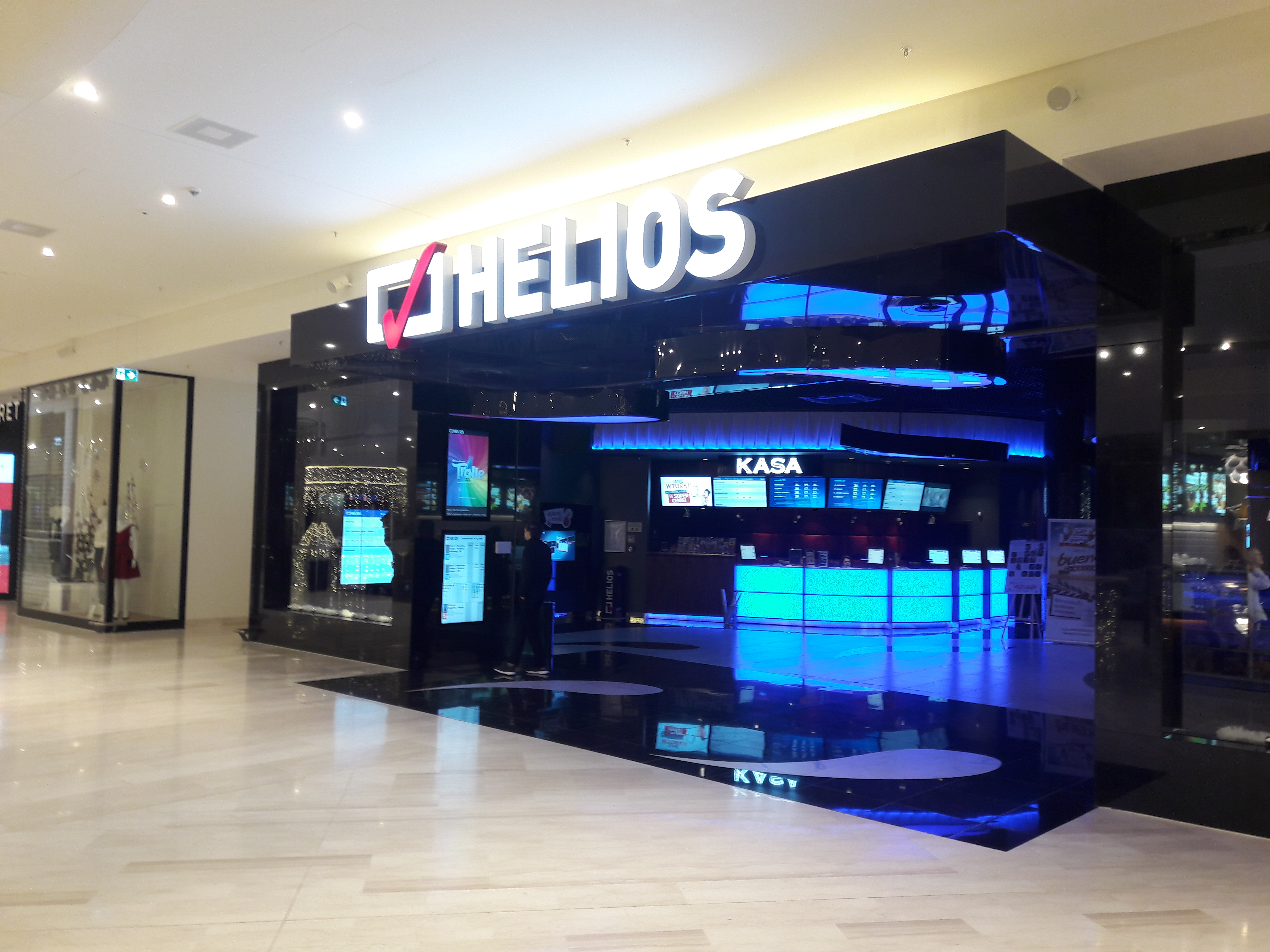
Kino Helios Posnania

- Cinema City Poznań Kinepolis – 18 sal – Kino rozpoczęło działalność w lipcu 2001 jako Kinepolis Poznań. Poznański obiekt jest największym kinem wielosalowym w Polsce i Europie (20 sal projekcyjnych, 53 500 m² powierzchni) oraz – do stycznia 2007 – jedynym multipleksem sieci Kinepolis w Polsce. W styczniu 2007 Cinema City przejęło kino wraz z zarządzającą nim spółką, jednak właścicielem nieruchomości pozostaje belgijska firma Kinepolis Group. Kino mieści się przy ul. Bolesława Krzywoustego 72 na Żegrzu, ma 6661 miejsc.
- Cinema City Poznań Plaza – 9 sal – Cinema City Poznań Plaza rozpoczęło działalność 31 maja 2005 r. Kino mieści się przy ul. Drużbickiego 2 w centrum handlowym Poznań Plaza na Winiarach, ma 2064 miejsca.
- Orange IMAX – 1 sala – Kino Orange IMAX rozpoczęło działalność 31 maja 2005 wraz z Cinema City. Pierwsze i jedyne dotychczas kino IMAX 3D w Poznaniu. Kino mieści się przy ul. Drużbickiego 2 w centrum handlowym „Poznań Plaza”, ma 458 miejsc przy projekcjach 2D i 416 miejsc przy projekcjach 3D.
- Multikino Stary Browar – 8 sal – drugie w Poznaniu Multikino otwarto 17 maja 2007. Pierwsze Kino w Poznaniu, posiadające projektor cyfrowy oraz technologię Dolby 3D. Kino mieści się przy ul. Półwiejskiej 42 w Centrum Handlu, Sztuki i Biznesu Stary Browar w centrum Poznania, ma 1367 miejsc.
- Helios Posnania – 8 sal – Helios w Poznaniu rozpoczęło działalność 19 października 2016. Mieści się przy ul. Pleszewskiej 1 w centrum handlowym Posnania na Łacinie. Kino posiada 8 klimatyzowanych sal wyposażonych w wysokiej klasy sprzęt nagłaśniający, dźwięk cyfrowy Dolby ATMOS oraz DOLBY 5.1, srebrne ekrany 4K oraz technologię DepthQ, ma ponad 1500 miejsc.

### Kina sezonowe
- Kino Letnie Malta-Ski
- Kino Letnie Malta
- Kino Letnie King Cross Marcelin
- Kino Grunwald (amatorskie kino o nazwie nawiązującej do nieczynnego kina Grunwald)[5]

## Kina nieistniejące

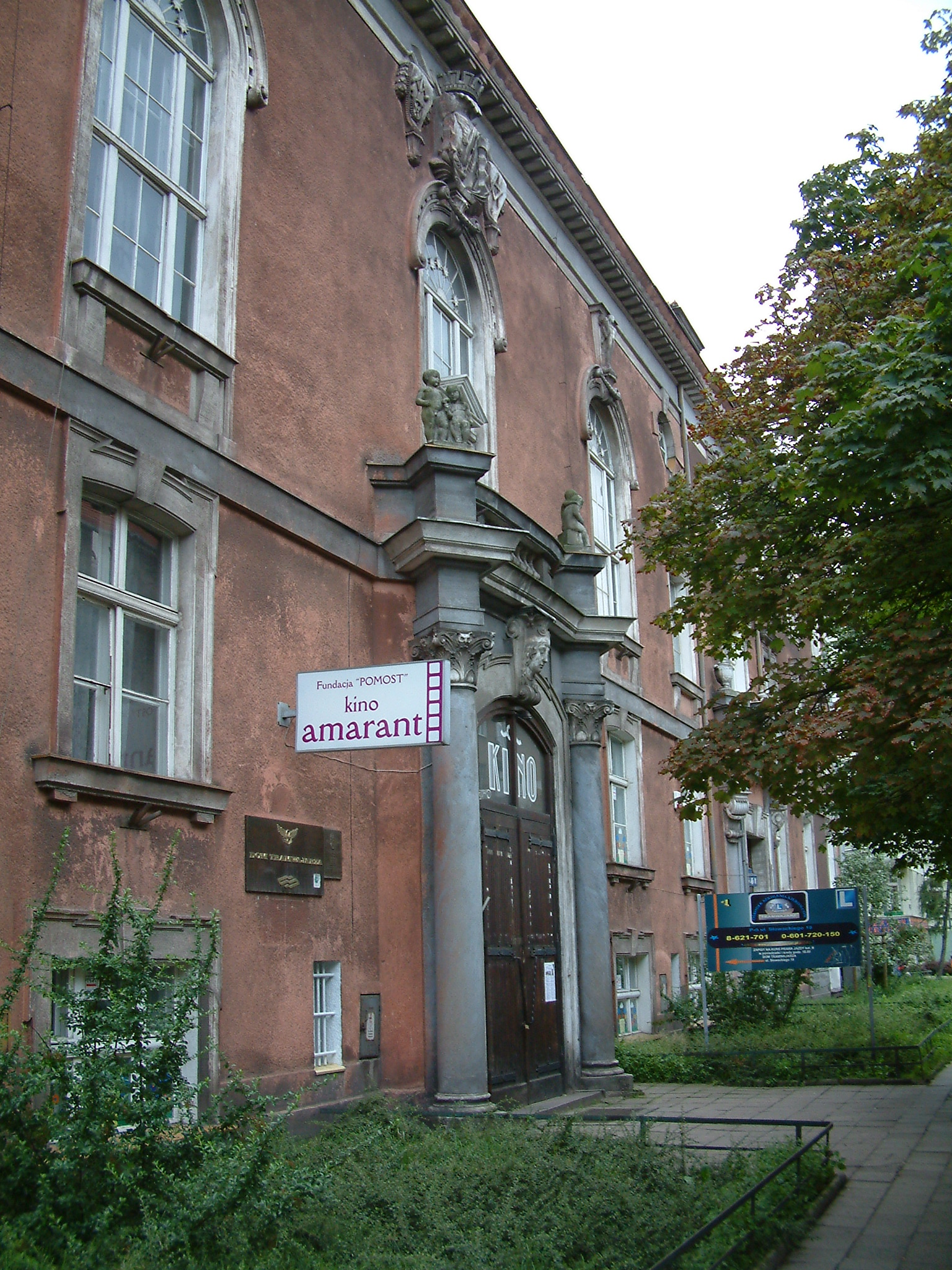
Nieczynne kino „Amarant” (lipiec 2007).

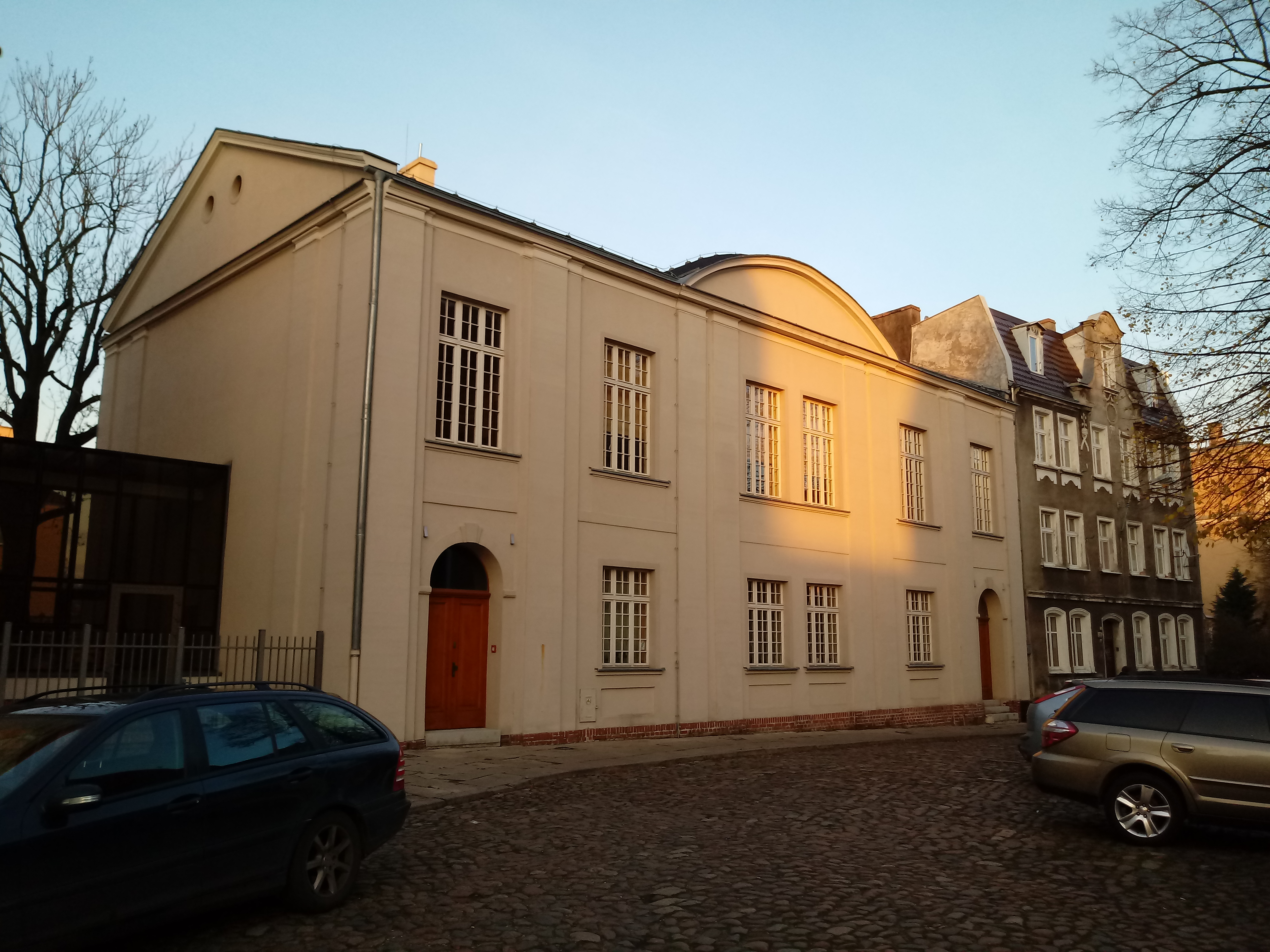
Budynek nieistniejącego już w tym miejscu kina „Malta” (listopad 2017)

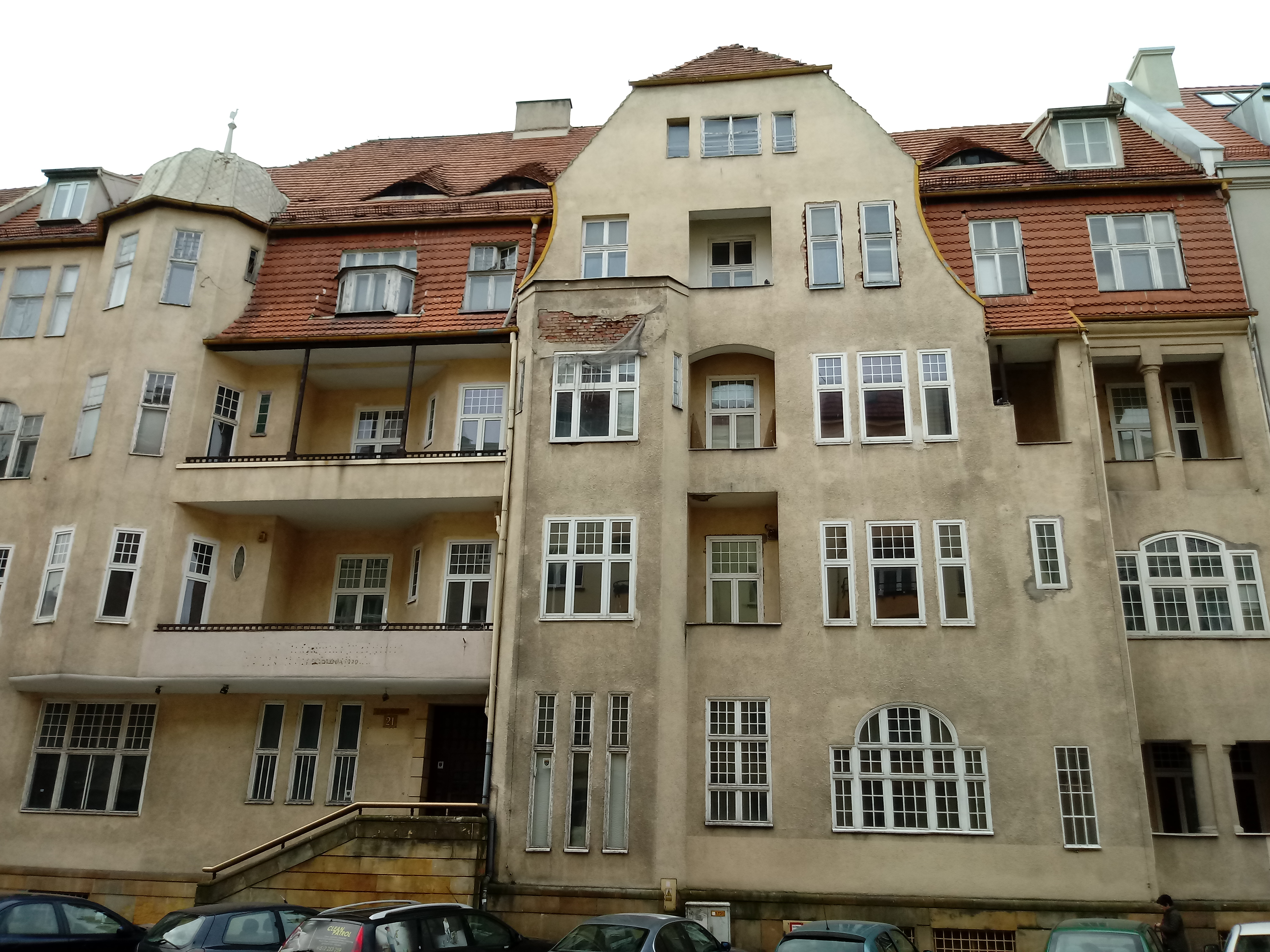
Budynek w którym mieściło się kino „Miniaturka” z widocznym wejściem, w październiku 2017

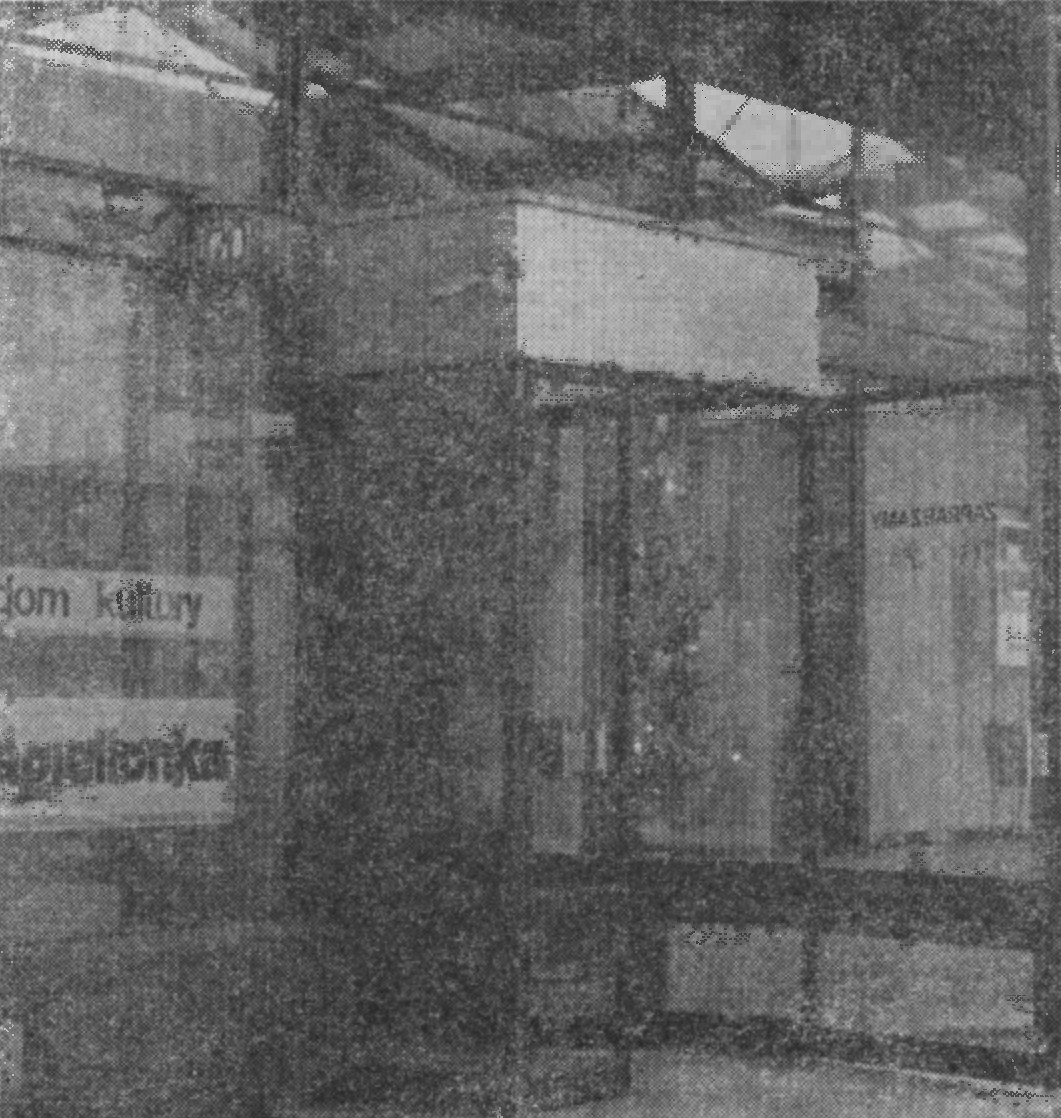
Wejście do Osiedlowego Domu Kultury „Jagiellonka”, w którym znajdowało się wówczas kino o tej samej nazwie. Zdjęcie zrobiono w marcu 1978 roku.

- Kino 5D Extreme – jednosalowe kino rozpoczęło działalność 23 września 2009. Było to trzecie kino w Polsce wykorzystujące technikę trójwymiarowości w połączeniu z oddziaływaniem na ludzkie zmysły. Dźwięk, ruch, dotyk, woda, wiatr, śnieg, zapach oraz efekty specjalne, dawały wrażenie uczestniczenia w akcji filmu. Kino mieściło się przy ul. Hetmańskiej 91 w centrum handlowym Green Point. W maju 2012 roku zostało zlikwidowane z powodów finansowych.
- Kino Alkazar – otwarte 12 grudnia 1928 r. przy pl. Świętokrzyskim 2 (dziś ul. Półwiejska) jako Kino Kapitol. W 1933 zmieniono nazwę na Oaza, a w 1935 na Alkazar. Zamknięte rok później[6].
- Kino Amarant – rozpoczęło działalność 5 grudnia 2002. Usytuowane w leżącej w śródmieściu Poznania dzielnicy Jeżyce, było pierwszym kinem studyjnym otwartym w Poznaniu po 1989. Kino mieściło się w Sali Amarantowej zbudowanego w 1926 Domu Tramwajarza przy ul. Słowackiego 19. Ostatni seans 28 stycznia 2010 obejrzało czterech widzów oraz trzyosobowa obsługa kina. Od początku jego istnienia, kino Amarant prowadził pan Piotr Litewka, który poprzednio kierował zamkniętym w 2003 kinem Gwiazda.
- Kino Bałtyk – początkowo znane jako Kino Stylowe zostało otwarte 8 lipca 1929, było reprezentacyjnym kinem Poznania z widownią na 1000 miejsc. W roku 1933 przyjęło nazwę Kino Oświatowe. Kino było zamknięte w latach 1939-1945, aby znów rozpocząć swoją działalność już pod nazwą Kino Bałtyk po II wojnie światowej – 5 października 1945. Kino to przez dziesięciolecia wryło się w świadomość mieszkańców miasta. Zostało zamknięte w lipcu 2002. Budynek, w którym znajdowało się kino został zburzony, na jego miejscu powstaje Centrum Obsługi Biznesu „Bałtyk” z hotelem Sheraton, w którym planowane jest otwarcie małej sali projekcyjnej pod historyczną nazwą[7][8].
- Kino Czternastka – zlokalizowane w hali nr 14 Międzynarodowych Targów Poznańskich (wejście od ul. Bukowskiej/Grunwaldzkiej). Zlikwidowane w latach 80. XX wieku; w jego pomieszczeniach funkcjonowało studio TV Biznes.
- Kino Dąbrówka – zlokalizowane na Piątkowie na osiedlu Bolesława Chrobrego, zlikwidowane pod koniec lat 90. XX wieku; obecnie „sala wielka” Domu Kultury „Dąbrówka”.
- Kino Gong – zlokalizowane przy ul. Wielkiej 21; zlikwidowane na początku lat 90. XX wieku, dziś w tym miejscu znajduje się sklep meblowy. Otwarte w 1908 r. pod szyldem Grand Kinematograf, od 1920 r. Corso, a od 1960 r. Gong[6].
- Kino Grunwald – dawne Kino Wojskowe powstałe w 1963 w budynku na rogu ul. Polnej i Marcelińskiej. Obecnie w budynku mieści się sklep sieci Biedronka.
- Kino Gwiazda – zlokalizowane przy Al. Marcinkowskiego 28, zlikwidowane w 2003.
- Kino Jagiellonka – zlokalizowane na Ratajach na osiedlu Jagiellońskim, w Osiedlowym Domu Kultury „Jagiellonka”, zlikwidowane na początku lat 90. XX wieku[9].
- Kino Jedność – pierwsze z kin otwarte po wyzwoleniu Poznania spod okupacji niemieckiej 21 marca 1945.[10]
- Kino Kosmos – zlokalizowane na Winogradach przy ul. Dożynkowej, w jednym z akademików ówczesnej Akademii Rolniczej, zlikwidowane pod koniec lat 80 XX wieku. Obecnie w budynku mieści się siedziba Zespołu Pieśni i Tańca „ŁANY” Uniwersytetu Przyrodniczego w Poznaniu.
- Kino Metropolis – założone przez Jana Łuczaka w 1927 r. przy ulicy Piekary. Mieściło 900 widzów, a nazwę wzięło od pierwszego wyświetlonego filmu. Zamknięte w czasie II wojny światowej, po całkowitym zniszczeniu budynku kina wskutek działań wojennych, nigdy nie powróciło do działalności[6].
- Kino Miniaturka – zlokalizowane przy ul. Chełmońskiego 21, tuż obok stacji Pogotowia Ratunkowego, zlikwidowane na początku lat 90. XX wieku.
- Kino Olimpia – zlokalizowane przy ul. Grunwaldzkiej 22 w dawniejszym Domu Kultury Milicji Obywatelskiej i Służby Bezpieczeństwa pod tą samą nazwą, zlikwidowane w 2004. Po likwidacji kina znajdował się tam przez kilka lat teatr Viva (rewia), następnie miejsce znajduje tam wydział Prawa i Administracji Wyższej Szkoły Pedagogiki i Administracji w Poznaniu, a obecnie Scena Robocza - Centrum Rezydencji Teatralnej.
- Kino Olza – działało trochę ponad 3 miesiące - od 25 maja 1939 roku, aż do wybuchu II wojny światowej. Założyli je Stanisław Grzelak i Antoni Tyliński w domu Braterskiej Pomocy studentów Uniwersytetu Poznańskiego przy ul. Piłsudskiego 7.[6]
- Kino Orbis Pictus – 1 sala – otwarte we wrześniu 2010[11]. W niewielkiej sali przy ul. Bułgarskiej 19 znajduje się 50 miejsc siedzących plus dostawiane krzesła. Nazwa kina nawiązuje do filmu Martina Šulíka o tym samym tytule. 31 grudnia 2011 przeistoczyło się w objazdowe kino letnie[12].
- Kino Osiedle – zlokalizowane na Dębcu przy ul. Limbowej 2, zlikwidowane na początku lat 90. XX wieku.
- Kino Palast – prestiżowe kino z salą na 700 miejsc przy pl. Wilhelmowskim (dziś pl. Wolności), istniało już w 1910.
- Kino Pancerniak – dawne kino na terenie Wyższej Szkoły Oficerskiej Wojsk Pancernych im. Stefana Czarnieckiego.
- Kino Przyjaźń – mieściło się na I piętrze, w budynku przy ul. Ratajczaka. Działało pod egidą Towarzystwa Przyjaźni Polsko-Radzieckiej.
- Kino Residenz – pierwsze kino w Poznaniu, powstało w 1907 przy ul. Berlińskiej 20 (dziś ul. 27 Grudnia).
- Kino Scala – zlokalizowane przy ul. Krauthofera, zlikwidowane pod koniec lat 80 XX wieku.
- Kino Słońce – zlokalizowane na Winogradach na Osiedlu Przyjaźni, które na środku sali kinowej miało filar[13] i działało latach 1987 - 2000[14].
- Kinoteatr Słońce – działający w latach 1927–1945 na pl. Wolności.
- Kino Tęcza – kina na Wildzie i Łazarzu[15].
- Kino Warta – zlokalizowane przy ul. 27 Grudnia, wyburzone wraz z przyległymi kamienicami w połowie lat 70. XX wieku (dziś jest tam parking).
- Kino Wilda – zostało wybudowane w 1962. Na początku 1999 przeszło generalną modernizację, w kwietniu 2005 zaprzestało jednak regularnej działalności filmowej z powodów ekonomicznych. Następnie sala projekcyjna kina „Wilda” wykorzystywana była do różnego typu przedstawień, w czasie ferii zimowych 2006 wyświetlano w niej bajki dla dzieci. Obecnie w budynku mieści się sklep sieci Biedronka.
- Multikino Malta – trzecie w Poznaniu Multikino otwarto 16 grudnia 2009. 10-salowe kino mieściło się przy ul. abpa. Baraniaka 8 na drugim piętrze Galerii Malta na Łacinie, miało 1986 miejsc – w tym 132 miejsca w trzech salach „Platinum” o podwyższonym standardzie. Zostało zamknięte 17 grudnia 2023[16].
- Multikino 51 – 8 sal – Multikino w Poznaniu rozpoczęło działalność w lipcu 1998 jako pierwsze tego typu kino w Polsce. Do momentu otwarcia Multikina Stary Browar nosiło nazwę Multikino bez oznaczenia „51”. Kino mieści się przy ul. Królowej Jadwigi 51 na Łęgach Dębińskich, ma 2292 miejsca. Przewidziane do likwidacji – w lipcu 2023 roku do Urzędu Miasta wpłynął wniosek o rozbiórkę obiektu[17]. W dniu 9 marca 2025 r. odbyło się pożegnanie widzów z kinem[18][19]. Zakończyło działalność 10 marca 2025 r. tuż po północy[20]. Docelowo zostanie zastąpione przez budynki mieszkalne.